# Haselnbruch
Haselnbruch ist ein Wohnplatz in der Gemeinde Schalksmühle im Märkischen Kreis im Regierungsbezirk Arnsberg in Nordrhein-Westfalen (Deutschland).

## Lage und Beschreibung
Haselnbruch liegt an der Kreisstraße K10 im Glörtal direkt an der Stadtgrenze zu Breckerfeld. Beim Ort zweigt die Zufahrt zu der Glörtalsperre von der Kreisstraße ab. 
Nachbarorte auf dem Schalksmühler Gemeindegebiet sind das unmittel benachbarte Glör, Schlüchtern, Im Dahl, Dahlerbrück, Ölken, Am Hagen, Ober-, Mittel- und Niederreeswinkel, sowie auf Breckerfelder Stadtgebiet Hüsmecke, Wahnscheid, Berghausen, Glörtalsperre, Loh, Ehringhausen, Sommerhagen und Stöcken. 

## Geschichte
Haselnbruch entstand erst in der ersten Hälfte des 20. Jahrhunderts und war anfangs ein Ortsteil der Stadt Breckerfeld. Der Ort erscheint ab der Ausgabe 1949 auf den Messtischblättern der TK25 und ist ab der Ausgabe 1983 als Haselnbruch verzeichnet.

Am 1. Januar 1970 wurde im Rahmen der kommunalen Neugliederung in Nordrhein-Westfalen aufgrund des Gesetzes zur Neugliederung des Ennepe-Ruhr-Kreises ein größerer Ortsbereich bei Im Dahl von Breckerfeld abgespalten und in Schalksmühle eingemeindet. Seitdem gehört Haselnbruch politisch zu Schalksmühle, das 1975 auf Grund des Sauerland/Paderborn-Gesetzes Teil des neu geschaffenen Märkischen Kreises wurde.